# Lista de membros do gabinete de Lula (2023–presente)
O presente artigo trata do gabinete presidencial de Luiz Inácio Lula da Silva, relativamente ao seu terceiro mandato, empossado em  1.º de janeiro de 2023.

## Lista de ministros
Lula começou a iniciar dos incumbentes aos cargos, em 9 de dezembro de 2022, inicialmente seguindo uma agenda encabeçada pela sua assessoria e pelo Partido dos Trabalhadores (PT).
Seu gabinete possui, dentre titulares de Ministérios e chefes de órgãos integrantes da Presidência da República com status de Ministério, 38 ministros de Estado.

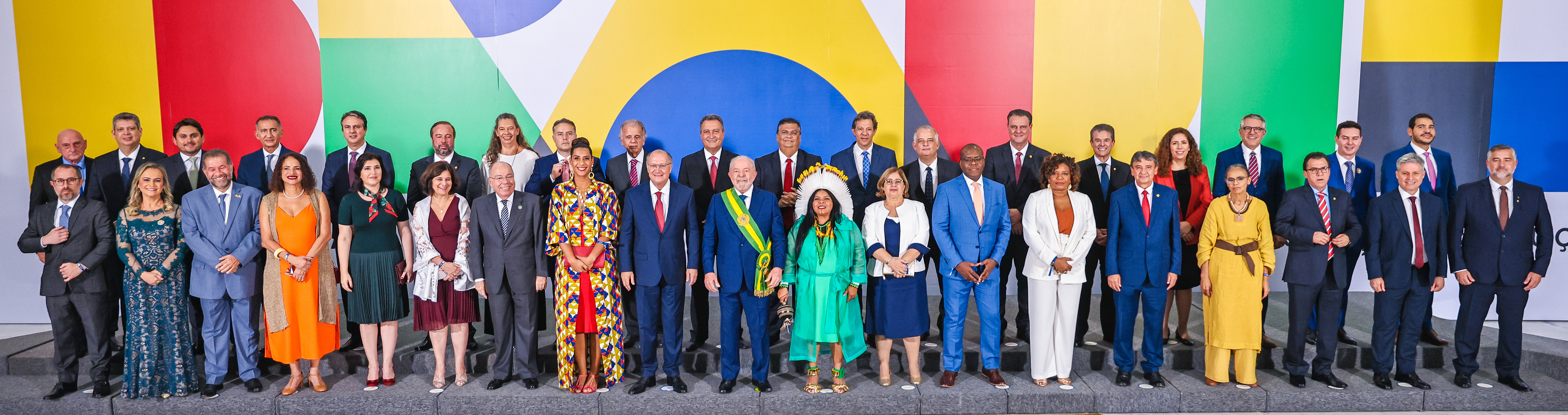

| Gabinete presidencial de Luiz Inácio Lula da Silva                                                   | Gabinete presidencial de Luiz Inácio Lula da Silva | Gabinete presidencial de Luiz Inácio Lula da Silva | Gabinete presidencial de Luiz Inácio Lula da Silva | Gabinete presidencial de Luiz Inácio Lula da Silva | Gabinete presidencial de Luiz Inácio Lula da Silva | Gabinete presidencial de Luiz Inácio Lula da Silva |
| Ministério                                                                                           | Incumbente                                         | Incumbente                                         | Partido                                            | Posse no dia                                       | Saída no dia                                       | Ref.                                               |
| --- | -------------------------------------------------- | -------------------------------------------------- | -------------------------------------------------- | -------------------------------------------------- | -------------------------------------------------- | -------------------------------------------------- |
| Agricultura e Pecuária                                                                               |                                                    | Carlos Fávaro                                      | PSD/MT                                             | 1.º de janeiro de 2023                             | Em exercício                                       |                                                    |
| Cidades                                                                                              |                                                    | Jader Barbalho Filho                               | MDB/PA                                             | 1.º de janeiro de 2023                             | Em exercício                                       | [ 6 ]                                              |
| Ciência, Tecnologia e Inovação                                                                       |                                                    | Luciana Santos                                     | PCdoB/PE                                           | 1.º de janeiro de 2023                             | Em exercício                                       |                                                    |
| Comunicações                                                                                         |                                                    | Juscelino Filho                                    | UNIÃO/MA                                           | 1.º de janeiro de 2023                             | 9 de abril de 2025                                 | [ 7 ]                                              |
| Comunicações                                                                                         |                                                    | Sônia Faustino Mendes (interina)                   |                                                    | 9 de abril de 2025                                 | 24 de abril de 2025                                |                                                    |
| Comunicações                                                                                         |                                                    | Frederico Siqueira                                 | Sem partido/PE                                     | 24 de abril de 2025                                | Em exercício                                       | [ 8 ]                                              |
| Cultura                                                                                              |                                                    | Margareth Menezes                                  | Sem partido/BA                                     | 1.º de janeiro de 2023                             | Em exercício                                       | [ 9 ]                                              |
| Defesa                                                                                               |                                                    | José Múcio                                         | Sem partido/PE                                     | 1.º de janeiro de 2023                             | Em exercício                                       |                                                    |
| Desenvolvimento Agrário e Agricultura Familiar                                                       |                                                    | Paulo Teixeira                                     | PT/SP                                              | 1.º de janeiro de 2023                             | Em exercício                                       |                                                    |
| Desenvolvimento, Indústria, Comércio e Serviços                                                      |                                                    | Geraldo Alckmin                                    | PSB/SP                                             | 1.º de janeiro de 2023                             | Em exercício                                       | [ 10 ]                                             |
| Desenvolvimento e Assistência Social, Família e Combate à Fome                                       |                                                    | Wellington Dias                                    | PT/PI                                              | 1.º de janeiro de 2023                             | Em exercício                                       |                                                    |
| Direitos Humanos e Cidadania                                                                         |                                                    | Silvio Almeida                                     | Sem partido/SP                                     | 1.º de janeiro de 2023                             | 6 de setembro de 2024                              | [ 11 ]                                             |
| Direitos Humanos e Cidadania                                                                         |                                                    | Esther Dweck                                       | Sem partido/RJ                                     | 6 de setembro de 2024                              | 27 de setembro de 2024                             | [ 12 ]                                             |
| Direitos Humanos e Cidadania                                                                         |                                                    | Macaé Evaristo                                     | PT/MG                                              | 27 de setembro de 2024                             | Em exercício                                       | [ 13 ]                                             |
| Educação                                                                                             |                                                    | Camilo Santana                                     | PT/CE                                              | 1.º de janeiro de 2023                             | Em exercício                                       |                                                    |
| Empreendedorismo, da Microempresa e da Empresa de Pequeno Porte                                      |                                                    | Márcio França                                      | PSB/SP                                             | 13 de setembro de 2023                             | Em exercício                                       | [ 14 ]                                             |
| Esporte                                                                                              |                                                    | Ana Moser                                          | Sem partido/SC                                     | 1.º de janeiro de 2023                             | 6 de setembro de 2023                              | [ 15 ] [ 16 ]                                      |
| Esporte                                                                                              |                                                    | André Fufuca                                       | PP/MA                                              | 13 de setembro de 2023                             | Em exercício                                       | [ 17 ]                                             |
| Fazenda                                                                                              |                                                    | Fernando Haddad                                    | PT/SP                                              | 1.º de janeiro de 2023                             | Em exercício                                       |                                                    |
| Gestão e da Inovação em Serviços Públicos                                                            |                                                    | Esther Dweck                                       | Sem partido/RJ                                     | 1.º de janeiro de 2023                             | Em exercício                                       |                                                    |
| Igualdade Racial                                                                                     |                                                    | Anielle Franco                                     | PT/RJ                                              | 1.º de janeiro de 2023                             | Em exercício                                       |                                                    |
| Integração e Desenvolvimento Regional                                                                |                                                    | Waldez Góes                                        | PDT/AP                                             | 1.º de janeiro de 2023                             | Em exercício                                       |                                                    |
| Justiça e Segurança Pública                                                                          |                                                    | Flávio Dino                                        | PSB/MA                                             | 1.º de janeiro de 2023                             | 1 de fevereiro de 2024                             | [ 18 ]                                             |
| Justiça e Segurança Pública                                                                          |                                                    | Ricardo Lewandowski                                | Sem partido/RJ                                     | 1.º de fevereiro de 2024                           | Em exercício                                       | [ 19 ] [ 20 ]                                      |
| Meio Ambiente e Mudança do Clima                                                                     |                                                    | Marina Silva                                       | REDE/SP                                            | 1.º de janeiro de 2023                             | Em exercício                                       |                                                    |
| Minas e Energia                                                                                      |                                                    | Alexandre Silveira                                 | PSD/MG                                             | 1.º de janeiro de 2023                             | Em exercício                                       |                                                    |
| Mulheres                                                                                             |                                                    | Cida Gonçalves                                     | PT/MS                                              | 1.º de janeiro de 2023                             | 5 de maio de 2025                                  | [ 21 ]                                             |
| Mulheres                                                                                             |                                                    | Márcia Lopes                                       | PT/PR                                              | 5 de maio de 2025                                  | Em exercício                                       | [ 21 ]                                             |
| Pesca e Aquicultura                                                                                  |                                                    | André de Paula                                     | PSD/PE                                             | 1.º de janeiro de 2023                             | Em exercício                                       |                                                    |
| Planejamento e Orçamento                                                                             |                                                    | Simone Tebet                                       | MDB/MS                                             | 1.º de janeiro de 2023                             | Em exercício                                       | [ 22 ]                                             |
| Portos e Aeroportos                                                                                  |                                                    | Márcio França                                      | PSB/SP                                             | 1.º de janeiro de 2023                             | 6 de setembro de 2023                              | [ 23 ]                                             |
| Portos e Aeroportos                                                                                  |                                                    | Sílvio Costa Filho                                 | Republicanos/PE                                    | 13 de setembro de 2023                             | Em exercício                                       | [ 24 ]                                             |
| Povos Indígenas                                                                                      |                                                    | Sônia Guajajara                                    | PSOL/SP                                            | 1.º de janeiro de 2023                             | Em exercício                                       |                                                    |
| Previdência Social                                                                                   |                                                    | Carlos Lupi                                        | PDT/RJ                                             | 1.º de janeiro de 2023                             | 2 de maio de 2025                                  | [ 25 ]                                             |
| Previdência Social                                                                                   |                                                    | Wolney Queiroz                                     | PDT/PE                                             | 2 de maio de 2025                                  | Em exercício                                       | [ 25 ]                                             |
| Relações Exteriores                                                                                  |                                                    | Mauro Vieira                                       | Sem partido/RJ                                     | 1.º de janeiro de 2023                             | Em exercício                                       |                                                    |
| Saúde                                                                                                |                                                    | Nísia Trindade                                     | Sem partido/RJ                                     | 1.º de janeiro de 2023                             | 10 de março de 2025                                | [ 26 ] [ 27 ]                                      |
| Saúde                                                                                                |                                                    | Alexandre Padilha                                  | PT/SP                                              | 10 de março de 2025                                | Em exercício                                       | [ 26 ] [ 27 ]                                      |
| Trabalho e Emprego                                                                                   |                                                    | Luiz Marinho                                       | PT/SP                                              | 1.º de janeiro de 2023                             | Em exercício                                       |                                                    |
| Transportes                                                                                          |                                                    | Renan Filho                                        | MDB/AL                                             | 1.º de janeiro de 2023                             | Em exercício                                       |                                                    |
| Turismo                                                                                              |                                                    | Daniela Carneiro                                   | UNIÃO/RJ                                           | 1.º de janeiro de 2023                             | 14 de julho de 2023                                | [ 28 ]                                             |
| Turismo                                                                                              |                                                    | Celso Sabino                                       | UNIÃO/PA                                           | 14 de julho de 2023                                | Em exercício                                       | [ 29 ]                                             |
| Órgãos com status de ministério                                                                      |                                                    |                                                    |                                                    |                                                    |                                                    |                                                    |
| Advocacia-Geral da União                                                                             |                                                    | Jorge Messias                                      | PT/PE                                              | 1.º de janeiro de 2023                             | Em exercício                                       |                                                    |
| Controladoria-Geral da União                                                                         |                                                    | Vinícius Marques de Carvalho                       | Sem partido/SP                                     | 1.º de janeiro de 2023                             | Em exercício                                       |                                                    |
| Casa Civil                                                                                           |                                                    | Rui Costa                                          | PT/BA                                              | 1.º de janeiro de 2023                             | Em exercício                                       |                                                    |
| Gabinete de Segurança Institucional                                                                  |                                                    | Gonçalves Dias                                     | Sem partido/SP                                     | 1.º de janeiro de 2023                             | 19 de abril de 2023                                | [ 30 ]                                             |
| Gabinete de Segurança Institucional                                                                  |                                                    | Ricardo Cappelli (interino)                        | PSB/RJ                                             | 19 de abril de 2023                                | 4 de maio de 2023                                  | [ 31 ]                                             |
| Gabinete de Segurança Institucional                                                                  |                                                    | Marcos Antonio Amaro dos Santos                    | Sem partido/SP                                     | 4 de maio de 2023                                  | Em exercício                                       | [ 32 ]                                             |
| Secretarias com status de ministério                                                                 |                                                    |                                                    |                                                    |                                                    |                                                    |                                                    |
| Secretaria-Geral da Presidência da República                                                         |                                                    | Márcio Macêdo                                      | PT/SE                                              | 1.º de janeiro de 2023                             | Em exercício                                       |                                                    |
| Secretaria de Comunicação Social                                                                     |                                                    | Paulo Pimenta                                      | PT/RS                                              | 1.º de janeiro de 2023                             | 08 de janeiro de 2025                              | [ 33 ]                                             |
| Secretaria de Comunicação Social                                                                     |                                                    | Laércio Portela (interino)                         | Sem partido/PE                                     | 15 de maio de 2024                                 | 10 de setembro de 2024                             | [ 34 ]                                             |
| Secretaria de Comunicação Social                                                                     |                                                    | Sidônio Palmeira                                   | Sem partido/BA                                     | 07 de janeiro de 2025                              | Em exercício                                       | [ 35 ]                                             |
| Secretaria Extraordinária da Presidência da República para Apoio à Reconstrução do Rio Grande do Sul |                                                    | Paulo Pimenta                                      | PT/RS                                              | 15 de maio de 2024                                 | 10 de setembro de 2024 (Secretaria extinta)        | [ 36 ]                                             |
| Secretaria de Relações Institucionais                                                                |                                                    | Alexandre Padilha                                  | PT/SP                                              | 1.º de janeiro de 2023                             | 10 de março de 2025                                | [ 26 ]                                             |
| Secretaria de Relações Institucionais                                                                |                                                    | Gleisi Hoffmann                                    | PT/PR                                              | 10 de março de 2025                                | Em exercício                                       | [ 37 ] [ 27 ]                                      |

## Nomeações para outros órgãos do Governo
| Cargo | Nome                                      | Partido                  | Data de Posse            |
| Advocacia-Geral da União | Advocacia-Geral da União                  | Advocacia-Geral da União | Advocacia-Geral da União |
| --- | ----------------------------------------- | ------------------------ | ------------------------ |
| Secretaria-Geral de Consultoria                                                                                             | Clarice Calixto                           |                          | 1.º de janeiro de 2023   |
| Secretaria-Geral de Contencioso                                                                                             | Isadora Cartaxo                           |                          | 1.º de janeiro de 2023   |
| Secretaria-Geral de Administração                                                                                           | Elisa Malafaia                            |                          | 30 de janeiro de 2023    |
| Secretaria de Governança e Gestão Estratégica                                                                               | Francisco Colares                         |                          | 2 de janeiro de 2023     |
| Secretaria de Governança e Gestão Estratégica                                                                               | Caio Castelliano de Vasconcelos           |                          | 23 de janeiro de 2025    |
| Secretaria de Controle Interno                                                                                              | Diogo Luiz da Silva                       |                          | 2 de janeiro de 2023     |
| Secretaria de Atos Normativos                                                                                               | Cesar Dutra Carrijo                       |                          | 1.º de janeiro de 2023   |
| Procuradoria-Geral da União                                                                                                 | Marcelo Eugênio Feitosa Almeida           |                          | 2 de janeiro de 2023     |
| Procuradoria-Geral Federal                                                                                                  | Adriana Venturini                         |                          | 1.º de janeiro de 2023   |
| Procuradoria-Geral da Fazenda Nacional                                                                                      | Anelize de Almeida                        |                          | 1.º de janeiro de 2023   |
| Procurador-Geral do Banco Central do Brasil                                                                                 |                                           |                          |                          |
| Procuradoria Nacional de Defesa do Clima e do Meio Ambiente                                                                 | Mariana Barbosa Cirne                     |                          | 23 de janeiro de 2023    |
| Controladoria-Geral da União                                                                                                |                                           |                          |                          |
| Secretaria-Executiva da Controladoria-Geral da União                                                                        | Vânia Vieira                              |                          | 1 de janeiro de 2023     |
| Secretaria-Executiva da Controladoria-Geral da União                                                                        | Eveline Martins Brito                     |                          | 26 de março de 2024      |
| Secretaria Federal de Controle Interno                                                                                      | Ronald da Silva Balbe                     |                          | 6 de janeiro de 2023     |
| Secretaria de Integridade Pública                                                                                           | Izabela Correa                            |                          | 3 de fevereiro de 2023   |
| Secretaria de Integridade Pública                                                                                           | Livia Sabota                              |                          | 31 de janeiro de 2025    |
| Secretaria de Integridade Privada                                                                                           | Marcelo Pontes Vianna                     |                          | 24 de janeiro de 2023    |
| Secretaria de Acesso à Informação                                                                                           | Ana Túlia de Macedo                       |                          | 26 de janeiro de 2023    |
| Casa Civil |                                           |                          |                          |
| Secretaria-Executiva da Casa Civil                                                                                          | Miriam Belchior                           | PT                       | 1.º de janeiro de 2023   |
| Secretaria Extraordinária para a COP-30                                                                                     | Valter Correia da Silva                   |                          | 1.º de abril de 2024     |
| Secretaria Especial de Análise Governamental                                                                                | Bruno Moretti                             | PT                       | 23 de janeiro de 2023    |
| Secretaria Especial de Articulação e Monitoramento                                                                          | Maurício Muniz                            |                          | 23 de janeiro de 2023    |
| Secretaria Especial de Articulação e Monitoramento                                                                          | Julia Alves Marinho Rodrigues             |                          | 25 de setembro de 2024   |
| Secretaria Especial para o Programa de Parcerias de Investimentos                                                           | Marcus Cavalcanti                         | PSD                      | 1.º de janeiro de 2023   |
| Secretaria Especial para Assuntos Jurídicos                                                                                 | Wellington César                          |                          | 23 de janeiro de 2023    |
| Secretaria Especial para Assuntos Jurídicos                                                                                 | Marcos Rogerio de Souza                   |                          | 22 de julho de 2024      |
| ABIN | Luiz Fernando Corrêa                      |                          | 30 de maio de 2023       |
| ITI | Enylson Camolesi                          |                          | 11 de dezembro d3 2023   |
| Gabinete de Segurança Institucional                                                                                         |                                           |                          |                          |
| Secretaria-Executiva do Gabinete de Segurança Institucional                                                                 | Ricardo Nigri                             |                          | 23 de janeiro de 2023    |
| Secretaria-Executiva do Gabinete de Segurança Institucional                                                                 | Ivan de Sousa Corrêa Filho                |                          | 19 de maio de 2023       |
| Secretaria de Segurança Presidencial                                                                                        | Marcius Netto                             |                          | 23 de janeiro de 2023    |
| Secretaria de Segurança Presidencial                                                                                        | Ricardo Augusto do Amaral Peixoto         |                          | 19 de maio de 2023       |
| Secretaria de Segurança Presidencial                                                                                        | Ricardo Santos Taranto                    |                          | 2 de dezembro de 2024    |
| Secretaria de Segurança da Informação e Cibernética                                                                         | Luiz Fernando Moraes da Silva             |                          | 16 de março de 2023      |
| Secretaria de Segurança da Informação e Cibernética                                                                         | André Luiz Bandeira Molina                |                          | 24 de novembro de 2023   |
| Secretaria de Acompanhamento e Gestão de Assuntos Estratégicos                                                              | Marcelo do Nascimento Marcelino           |                          | 24 de março de 2023      |
| Secretaria de Acompanhamento e Gestão de Assuntos Estratégicos                                                              | Francisco André Barros Conde              |                          | 14 de setembro de 2023   |
| Secretaria de Coordenação e Assuntos Aeroespaciais                                                                          | Marcos Aurelio Valença                    |                          | 26 de junho de 2023      |
| Agricultura e Pecuária |                                           |                          |                          |
| Secretaria-Executiva do Ministério da Agricultura e Pecuária                                                                | Irajá Lacerda                             | PSD                      | 5 de janeiro de 2023     |
| Secretária de Defesa Agropecuária                                                                                           | Carlos Goulart                            |                          | 19 de janeiro de 2023    |
| Secretaria de Inovação, Desenvolvimento Sustentável, Irrigação e Cooperativismo                                             | Renata Miranda                            |                          | 19 de janeiro de 2023    |
| Secretaria de Inovação, Desenvolvimento Sustentável, Irrigação e Cooperativismo                                             | Pedro Alves Corrêa Neto                   |                          | 31 de julho de 2024      |
| Secretaria de Política Agrícola                                                                                             | Neri Geller                               | PP                       | 21 de dezembro de 2023   |
| Secretaria de Política Agrícola                                                                                             | Guilherme Campos                          | PSD                      | 11 de julho de 2024      |
| Secretaria de Comércio e Relações Internacionais                                                                            | Roberto Perosa                            | PSDB                     | 19 de janeiro de 2023    |
| Secretaria de Comércio e Relações Internacionais                                                                            | Luis Renato de Alcantara Rua              |                          | 3 de outubro de 2024     |
| EMBRAPA | Silvia Massruhá                           |                          | 27 de abril de 2023      |
| CEPLAC | Lucimara Chiari                           |                          | 13 de fevereiro de 2023  |
| INMET | Naur Teodoro Pontes                       |                          | 14 de junho de 2023      |
| CEASAMINAS | Luciano José de Oliveira                  |                          | 14 de junho de 2023      |
| Cidades |                                           |                          |                          |
| Secretaria-Executiva do Ministério das Cidades                                                                              | Hildo Rocha                               | MDB                      | 20 de janeiro de 2023    |
| Secretaria-Executiva do Ministério das Cidades                                                                              | Helder Melillo                            |                          | 15 de abril de 2024      |
| Secretaria-Executiva do Ministério das Cidades                                                                              | Hailton Madureira de Almeida              |                          | 22 de novembro de 2024   |
| Secretaria Nacional de Periferias                                                                                           | Guilherme Simões                          |                          | 23 de janeiro de 2023    |
| Secretaria Nacional da Habitação                                                                                            | Hailton Madureira de Almeida              |                          | 20 de janeiro de 2023    |
| Secretaria Nacional da Habitação                                                                                            | Augusto Henrique Alves Rabelo             |                          | 27 de novembro de 2024   |
| Secretaria Nacional de Saneamento Ambiental                                                                                 | Leonardo Picciani                         | MDB                      | 7 de março de 2023       |
| Secretaria Nacional de Mobilidade Urbana                                                                                    | Denis Andia                               | MDB                      | 20 de março de 2023      |
| Secretaria Nacional de Desenvolvimento Urbano e Metropolitano                                                               | Carlos Roberto Queiroz Tome Junior        |                          | 20 de março de 2023      |
| Trensurb | Fernando Marroni                          | PT                       | 8 de julho de 2023       |
| Trensurb | Nazur Garcia                              |                          | 27 de setembro de 2024   |
| Ciência, Tecnologia e Inovações                                                                                             |                                           |                          |                          |
| Secretaria-Executiva do Ministério da Ciência, Tecnologia e Inovações                                                       | Luis Fernandes                            |                          | 20 de janeiro de 2023    |
| Secretaria de Ciência e Tecnologia para o Desenvolvimento Social                                                            | Inácio Arruda                             | PCdoB                    | 27 de março de 2023      |
| Secretaria de Ciência e Tecnologia para Transformação Digital                                                               | Henrique Miguel                           |                          | 20 de junho de 2023      |
| Secretaria de Desenvolvimento Tecnológico e Inovação                                                                        | Guila Calheiros                           |                          | 21 de junho de 2023      |
| Secretaria de Desenvolvimento Tecnológico e Inovação                                                                        | Daniel Almeida Filho                      |                          | 13 de agosto de 2024     |
| Secretaria de Política e Programas Estratégicos                                                                             | Márcia Barbosa                            |                          | 2 de março de 2023       |
| Secretaria de Política e Programas Estratégicos                                                                             | Andrea Latgé                              |                          | 13 de agosto de 2024     |
| CNPq | Ricardo Galvão                            | REDE                     | 17 de janeiro de 2023    |
| FINEP | Celso Pansera                             | PT                       | 27 de março de 2023      |
| AEB | Marco Antonio Chamon                      |                          | 11 de julho de 2023      |
| Ibict | Tiago Braga                               |                          | 28 de junho de 2023      |
| CNEN | Francisco Rondinelli Junior               |                          | 23 de março de 2023      |
| INPE |                                           |                          |                          |
| INPA | Henrique dos Santos Pereira               |                          | 14 de novembro de 2023   |
| Museu Goeldi | Nilson Gabas                              |                          | 8 de março de 2023       |
| Comunicações |                                           |                          |                          |
| Secretaria-Executiva do Ministério das Comunicações                                                                         | Sonia Faustino Mendes                     |                          | 5 de janeiro de 2023     |
| Secretaria de Comunicação Social Eletrônica                                                                                 | Wilson Wellisch                           |                          | 16 de janeiro de 2023    |
| Secretaria de Telecomunicações                                                                                              | Maximiliano Martinhão                     |                          | 9 de fevereiro de 2023   |
| Secretaria de Telecomunicações                                                                                              | Hermano Tercius                           |                          | 18 de janeiro de 2024    |
| EBC | Hélio Doyle                               |                          | 14 de fevereiro de 2023  |
| EBC | Jean Lima                                 |                          | 15 de dezembro de 2023   |
| ANATEL |                                           |                          |                          |
| TELEBRAS | Frederico de Siqueira Filho               |                          | 23 de maio de 2023       |
| Correios | Fabiano Silva                             |                          | 4 de fevereiro de 2023   |
| Cultura |                                           |                          |                          |
| Secretaria-Executiva do Ministério da Cultura                                                                               | Márcio Tavares                            | PT                       | 1 de janeiro de 2023     |
| Secretaria de Comitês de Cultura                                                                                            | Roberta Martins                           |                          | 31 de janeiro de 2023    |
| Secretaria de Formação, Livro e Leitura                                                                                     | Fabiano Piúba                             |                          | 26 de janeiro de 2023    |
| Secretaria de Cidadania e Diversidade Cultural                                                                              | Márcia Rollemberg                         |                          | 9 de maio de 2023        |
| Secretaria de Economia e Fomento Cultural                                                                                   | Henilton Menezes                          |                          | 9 de janeiro de 2023     |
| Secretaria dos Direitos Autorais e Intelectuais                                                                             | Marcos Souza                              |                          | 9 de janeiro de 2023     |
| Secretaria do Audiovisual                                                                                                   | Joelma Gonzaga                            |                          | 31 de janeiro de 2023    |
| ANCINE |                                           |                          |                          |
| FUNARTE | Maria Marighella                          | PT                       | 2 de março de 2023       |
| IPHAN | Leandro Grass                             | PV                       | 31 de janeiro de 2023    |
| IBRAM | Fernanda Santana Rabello de Castro        |                          | 8 de fevereiro de 2023   |
| Fundação Cultural Palmares                                                                                                  | João Jorge Rodrigues                      | PSB                      | 27 de abril de 2023      |
| Fundação Casa de Rui Barbosa                                                                                                | Alexandre Santini                         |                          | 24 de março de 2023      |
| Biblioteca Nacional | Marco Lucchesi                            |                          | 30 de maio de 2023       |
| Cinemateca Brasileira | Dora Mourão                               |                          | 1 de março de 2023       |
| Defesa |                                           |                          |                          |
| Secretaria-Geral do Ministério da Defesa                                                                                    | Luiz Henrique Pochyly da Costa            |                          | 10 de janeiro de 2023    |
| Estado-Maior Conjunto das Forças Armadas                                                                                    | Renato Rodrigues de Aguiar Freire         |                          | 10 de janeiro de 2023    |
| Exército Brasileiro | Júlio César de Arruda                     |                          | 30 de dezembro de 2022   |
| Exército Brasileiro | Tomás Ribeiro Paiva                       |                          | 7 de fevereiro de 2023   |
| Força Aérea Brasileira | Marcelo Kanitz Damasceno                  |                          | 2 de janeiro de 2023     |
| Marinha do Brasil | Marcos Sampaio Olsen                      |                          | 5 de janeiro de 2023     |
| Amazul |                                           |                          |                          |
| IMBEL |                                           |                          |                          |
| DECEA |                                           |                          |                          |
| NAV Brasil |                                           |                          |                          |
| EMGEPRON | Amaury Calheiros                          |                          | 15 de agosto de 2024     |
| Desenvolvimento Agrário e Agricultura Familiar                                                                              |                                           |                          |                          |
| Secretaria-Executiva do Ministério do Desenvolvimento Agrário e Agricultura Familiar                                        | Fernanda Machiaveli                       |                          | 12 de janeiro de 2023    |
| Secretaria de Agricultura Familiar e Agroecologia                                                                           | Patrícia Lima                             | PT                       | 5 de abril de 2023       |
| Secretaria de Agricultura Familiar e Agroecologia                                                                           | Vanderley Ziger                           |                          | 13 de maio de 2024       |
| Secretaria de Territórios e Sistemas Produtivos Quilombolas e Tradicionais                                                  | Edmilton Cerqueira                        | PT                       | 26 de janeiro de 2023    |
| Secretaria de Governança Fundiária, Desenvolvimento Territorial e Socioambiental                                            | Moisés Savian                             |                          | 30 de janeiro de 2023    |
| Secretaria de Abastecimento, Cooperativismo e Soberania Alimentar                                                           | Milton José Fornazieri                    |                          | 14 de março de 2023      |
| Secretaria de Abastecimento, Cooperativismo e Soberania Alimentar                                                           | Ana Terra Reis                            |                          | 7 de junho de 2024       |
| Incra | César Aldrighi                            |                          | 23 de março de 2023      |
| CONAB | Edegar Pretto                             | PT                       | 21 de março de 2023      |
| CEAGESP | Jamil Yatim                               |                          | 10 de março de 2023      |
| Desenvolvimento e Assistência Social, Família e Combate à Fome                                                              |                                           |                          |                          |
| Secretaria-Executiva do Ministério do Desenvolvimento e Assistência Social, Família e Combate à Fome                        | Osmar Júnior                              | PCdoB                    | 2 de janeiro de 2023     |
| Secretaria Extraordinária de Combate à Pobreza e à Fome                                                                     | Valéria Burity                            |                          | 7 de fevereiro de 2023   |
| Secretaria Nacional de Assistência Social                                                                                   | André Quintão                             | PT                       | 20 de janeiro de 2023    |
| Secretaria Nacional de Cuidados e Família                                                                                   | Laís Abramo                               |                          | 23 de janeiro de 2023    |
| Secretaria Nacional de Segurança Alimentar e Nutricional                                                                    | Lilian Rahal                              |                          | 23 de janeiro de 2023    |
| Secretaria Nacional de Inclusão Socioeconômica                                                                              | Luiz Carlos Everton                       |                          | 1 de março de 2023       |
| Secretaria Nacional de Renda e Cidadania                                                                                    | Eliane Aquino                             | PT                       | 23 de janeiro de 2023    |
| Secretaria de Avaliação, Gestão de Informação e Cadastro Único                                                              | Letícia Bartholo                          |                          | 23 de janeiro de 2023    |
| Desenvolvimento, Indústria, Comércio e Serviços                                                                             |                                           |                          |                          |
| Secretaria-Executiva do Ministério do Desenvolvimento, Indústria, Comércio e Serviços                                       | Márcio Elias Rosa                         |                          | 13 de janeiro de 2023    |
| Secretaria de Desenvolvimento Industrial, Inovação, Comércio e Serviços                                                     | Uallace Moreira                           |                          | 7 de fevereiro de 2023   |
| Secretaria de Comércio Exterior                                                                                             | Tatiana Prazeres                          |                          | 18 de janeiro de 2023    |
| Secretaria de Economia Verde, Descarbonização e Bioindústria                                                                | Rodrigo Rollemberg                        | PSB                      | 28 de fevereiro de 2023  |
| Secretaria de Micro e Pequena Empresa e Empreendedorismo                                                                    | Milton Coelho                             | PSB                      | 2 de fevereiro de 2023   |
| Secretaria de Competitividade e Política Regulatória                                                                        | Andrea Macera                             |                          | 24 de janeiro de 2023    |
| BNDES | Aloizio Mercadante                        | PT                       | 6 de fevereiro de 2023   |
| INPI | Júlio César Moreira                       |                          | 20 de julho de 2023      |
| INMETRO | Márcio André Brito                        |                          | 7 de março de 2023       |
| APEX | Jorge Viana                               | PT                       | 10 de janeiro de 2023    |
| SEBRAE | Décio Lima                                | PT                       | 10 de abril de 2023      |
| SUFRAMA | Bosco Saraiva                             | Solidariedade            | 25 de abril de 2023      |
| ABDI | Ricardo Cappelli                          | PSB                      | 2 de fevereiro de 2024   |
| Direitos Humanos e Cidadania                                                                                                |                                           |                          |                          |
| Secretaria-Executiva do Ministério dos Direitos Humanos e Cidadania                                                         | Rita Cristina Oliveira                    |                          | 1 de janeiro de 2023     |
| Secretaria-Executiva do Ministério dos Direitos Humanos e Cidadania                                                         | Janine Mello                              |                          | 26 de setembro de 2024   |
| Secretaria Nacional de Promoção e Defesa dos Direitos Humanos                                                               | Isadora Brandão                           |                          | 4 de janeiro de 2023     |
| Secretaria Nacional de Promoção e Defesa dos Direitos Humanos                                                               | Bruno Renato Teixeira                     |                          | 11 de dezembro de 2023   |
| Secretaria Nacional de Promoção e Defesa dos Direitos das Pessoas LGBTQIA                                                   | Symmy Larrat                              | PT                       | 23 de janeiro de 2023    |
| Secretaria Nacional dos Direitos da Pessoa com Deficiência                                                                  | Anna Paula Feminella                      | PT                       | 9 de janeiro de 2023     |
| Secretaria Nacional dos Direitos da Criança e do Adolescente                                                                | Ariel de Castro Alves                     |                          | 19 de janeiro de 2023    |
| Secretaria Nacional dos Direitos da Criança e do Adolescente                                                                | Cláudio Augusto Vieira da Silva           |                          | 18 de maio de 2023       |
| Secretaria Nacional dos Direitos da Criança e do Adolescente                                                                | Maria do Pilar Lacerda                    |                          | 11 de novembro de 2024   |
| Secretaria Nacional dos Direitos da Pessoa Idosa                                                                            | Alexandre da Silva                        |                          | 23 de janeiro de 2023    |
| Educação |                                           |                          |                          |
| Secretaria-Executiva do Ministério da Educação                                                                              | Izolda Cela                               |                          | 19 de janeiro de 2023    |
| Secretaria-Executiva do Ministério da Educação                                                                              | Leonardo Osvaldo Barchini Rosa            |                          | 30 de julho de 2024      |
| Secretaria Nacional de Educação Continuada, Alfabetização de Jovens e Adultos, Diversidade e Inclusão                       | Zara Figueiredo                           |                          | 23 de janeiro de 2023    |
| Secretaria de Educação Básica                                                                                               | Katia Schweickardt                        |                          | 23 de janeiro de 2023    |
| Secretaria de Educação Superior                                                                                             | Denise Carvalho                           |                          | 23 de janeiro de 2023    |
| Secretaria de Educação Superior                                                                                             | Alexandre Brasil Fonseca                  |                          | 15 de fevereiro de 2024  |
| Secretaria de Educação Profissional e Tecnológica                                                                           | Getúlio Marques                           |                          | 23 de janeiro de 2023    |
| Secretaria de Educação Profissional e Tecnológica                                                                           | Marcelo Bregagnoli                        |                          | 26 e abril de 2024       |
| Secretaria de Gestão da Informação, Inovação e Avaliação de Políticas Educacionais                                          | Janaina Farias                            | PT                       | 22 de setembro de 2023   |
| Secretaria de Gestão da Informação, Inovação e Avaliação de Políticas Educacionais                                          | Evânio Antônio de Araújo Júnior           |                          | 29 de maio de 2024       |
| Secretaria de Regulação e Supervisão da Educação Superior                                                                   | Helena Sampaio                            |                          | 2 de janeiro de 2023     |
| Secretaria de Regulação e Supervisão da Educação Superior                                                                   | Marta Abramo                              |                          | 14 de fevereiro de 2024  |
| Secretaria de Articulação Intersetorial e com os Sistemas de Ensino                                                         | Maurício Holanda Maia                     |                          | 23 de janeiro de 2023    |
| FNDE | Fernanda Pacobahyba                       |                          | 2 de janeiro de 2023     |
| INEP | Manuel Palácios                           |                          | 6 de janeiro de 2023     |
| CAPES | Mercedes Bustamante                       |                          | 6 de janeiro de 2023     |
| CAPES | Denise Carvalho                           |                          | 15 de fevereiro de 2024  |
| CNE | Luiz Curi                                 |                          | 11 de novembro de 2022   |
| Fundaj | Márcia Ângela                             |                          | 3 de março de 2023       |
| EBSERH | Arthur Chioro                             | PT                       | 28 de fevereiro de 2023  |
| IBC | Mauro Marcos                              |                          | 23 de janeiro de 2023    |
| CPII | Ana Paula Giraux Leitão                   |                          | 4 de novembro de 2022    |
| Empreendedorismo, da Microempresa e da Empresa de Pequeno Porte                                                             |                                           |                          |                          |
| Secretaria-Executiva do Ministério do Empreendedorismo, da Microempresa e da Empresa de Pequeno Porte                       | Renato Soares                             |                          | 23 de novembro de 2023   |
| Secretaria-Executiva do Ministério do Empreendedorismo, da Microempresa e da Empresa de Pequeno Porte                       | Tadeu Alencar                             | PSB                      | 12 de março de 2024      |
| Secretaria Nacional de Microempresa e Empresa de Pequeno Porte                                                              | Mauricio Pinto Pereira Juvenal            |                          | 21 de dezembro de 2023   |
| Secretaria Nacional do Artesanato e do Microempreendedor Individual                                                         | Milton Coelho                             | PSB                      | 7 de dezembro de 2023    |
| Esporte |                                           |                          |                          |
| Secretaria-Executiva do Ministério dos Esportes                                                                             | Juliana Picoli Agatte                     |                          | 24 de janeiro de 2023    |
| Secretaria-Executiva do Ministério dos Esportes                                                                             | Antonio Paulo Vogel                       |                          | 6 de novembro de 2023    |
| Secretaria-Executiva do Ministério dos Esportes                                                                             | Diego Galdino                             |                          | 8 de abril de 2024       |
| Secretaria Nacional de Esporte Amador, Educação, Lazer e Inclusão Social                                                    | Thiago Milhim                             | PODE                     | 23 de março de 2023      |
| Secretaria Nacional de Esporte Amador, Educação, Lazer e Inclusão Social                                                    | Paulo Henrique Perna Cordeiro             |                          | 19 de outubro de 2023    |
| Secretaria Nacional de Excelência Esportiva                                                                                 | Marta Sobral                              | PT                       | 25 de janeiro de 2023    |
| Secretaria Nacional de Excelência Esportiva                                                                                 | Iziane Castro Marques                     |                          | 19 de dezembro de 2023   |
| Secretaria Nacional de Paradesporto                                                                                         | Fábio Augusto Lima de Araújo              |                          | 6 de abril de 2023       |
| Secretaria Nacional de Futebol e Defesa dos Direitos do Torcedor                                                            | José Luiz Ferrarezi                       | PT                       | 4 de janeiro de 2023     |
| Secretaria Nacional de Futebol e Defesa dos Direitos do Torcedor                                                            | Athirson Mazolli                          |                          | 8 de janeiro de 2024     |
| Secretaria Nacional de Apostas Esportivas e de Desenvolvimento Econômico do Esporte                                         | Giovanni Rocco                            |                          | 30 de agosto de 2024     |
| Fazenda |                                           |                          |                          |
| Secretaria-Executiva do Ministério da Fazenda                                                                               | Gabriel Galípolo                          |                          | 1 de janeiro de 2023     |
| Secretaria-Executiva do Ministério da Fazenda                                                                               | Dario Durigan                             |                          | 19 de junho de 2023      |
| Secretaria Extraordinária da Reforma Tributária                                                                             | Bernard Appy                              |                          | 23 de janeiro de 2023    |
| Secretaria Especial da Receita Federal                                                                                      | Robinson Barreirinhas                     |                          | 1 de janeiro de 2023     |
| Secretário do Tesouro Nacional                                                                                              | Rogerio Ceron                             |                          | 1 de janeiro de 2023     |
| Secretaria de Política Econômica                                                                                            | Guilherme Mello                           | PT                       | 12 de janeiro de 2023    |
| Secretaria da Reformas Econômicas                                                                                           | Marcos Pinto                              |                          | 24 de janeiro de 2023    |
| Secretaria de Prêmios e Apostas                                                                                             | Regis Dudena                              |                          | 19 de abril de 2024      |
| Secretaria de Assuntos Internacionais                                                                                       | Tatiana Rosito                            |                          | 13 de janeiro de 2023    |
| Caixa Econômica Federal | Rita Serrano                              |                          | 12 de janeiro de 2023    |
| Caixa Econômica Federal | Carlos Vieira                             |                          | 9 de novembro de 2023    |
| Banco do Brasil | Tarciana Medeiros                         |                          | 17 de janeiro de 2023    |
| Banco da Amazônia | Luiz Lessa                                |                          | 14 de junho de 2023      |
| Banco do Nordeste | Paulo Câmara                              | PSB                      | 29 de março de 2023      |
| Casa da Moeda do Brasil | Sérgio Perini                             |                          | 10 de abril de 2023      |
| SUSEP | Alessandro Octaviani                      |                          | 6 de abril de 2023       |
| SERPRO | Alexandre Gonçalves de Amorim             |                          | 27 de fevereiro de 2023  |
| EMGEA | Fernando Pimentel                         | PT                       | 3 de maio de 2023        |
| Gestão e da Inovação em Serviços Públicos                                                                                   |                                           |                          |                          |
| Secretaria-Executiva do Ministério de Gestão e da Inovação em Serviços Públicos                                             | Cristina Mori                             |                          | 1.º de janeiro de 2023   |
| Secretaria Extraordinária para a Transformação do Estado                                                                    | Francisco Gaetani                         |                          | 23 de janeiro de 2023    |
| Secretaria de Gestão e Inovação                                                                                             | Roberto Pojo                              |                          | 9 de janeiro de 2023     |
| Secretaria de Gestão de Pessoas e Relações de Trabalho                                                                      | Sérgio Mendonça                           |                          | 31 de janeiro de 2023    |
| Secretaria de Gestão de Pessoas                                                                                             | José Celso Cardoso Jr.                    |                          | 25 de maio de 2023       |
| Secretaria de Serviços Compartilhados                                                                                       | Cilair Abreu                              |                          | 2 de janeiro de 2023     |
| Secretaria de Relações de Trabalho                                                                                          | José Lopez Feijóo                         |                          | 25 de maio de 2023       |
| Secretaria de Coordenação e Governança das Empresas Estatais                                                                | Elisa Vieira                              |                          | 19 de janeiro de 2023    |
| Secretaria do Patrimônio da União                                                                                           | Lucio Geraldo de Andrade                  |                          | 27 de fevereiro de 2023  |
| Secretaria de Governo Digital                                                                                               | Rogerio Mascarenhas                       |                          | 23 de janeiro de 2023    |
| Arquivo Nacional | Ana Flávia Magalhães Pinto                |                          | 14 de fevereiro de 2023  |
| DATAPREV | Rodrigo Assumpção                         |                          | 3 de abril de 2023       |
| Igualdade Racial |                                           |                          |                          |
| Secretaria-Executiva do Ministério da Igualdade Racial                                                                      | Roberta Eugênio                           | PSOL                     | 1.º de janeiro de 2023   |
| Secretaria de Gestão do Sistema Nacional de Promoção da Igualdade Racial                                                    | Iêda Leal                                 |                          | 7 de fevereiro de 2023   |
| Secretaria de Gestão do Sistema Nacional de Promoção da Igualdade Racial                                                    | Yuri Silva                                |                          | 24 de maio de 2024       |
| Secretaria de Gestão do Sistema Nacional de Promoção da Igualdade Racial                                                    | Clédisson dos Santos                      |                          | 22 de outubro de 2024    |
| Secretaria de Políticas de Ações Afirmativas e Combate e Superação do Racismo                                               | Márcia Lima                               |                          | 27 de janeiro de 2023    |
| Secretaria de Políticas para Quilombolas, Povos e Comunidades Tradicionais de Matriz Africana, Povos de Terreiros e Ciganos | Ronaldo dos Santos                        |                          | 8 de fevereiro de 2023   |
| Integração e do Desenvolvimento Regional                                                                                    |                                           |                          |                          |
| Secretaria-Executiva do Ministério da Integração e do Desenvolvimento Regional                                              | Valder Ribeiro de Moura                   |                          | 20 de janeiro de 2023    |
| Secretaria Nacional de Políticas de Desenvolvimento Regional e Territorial                                                  | Adriana Melo                              |                          | 27 de janeiro de 2023    |
| Secretaria Nacional de Proteção e Defesa Civil                                                                              | Wolnei Wolff Barreiros                    |                          | 1.º de janeiro de 2023   |
| Secretaria Nacional de Segurança Hídrica                                                                                    | Giuseppe Serra Seca Vieira                |                          | 28 de fevereiro de 2023  |
| Secretaria Nacional de Fundos e Instrumentos Financeiros                                                                    | Eduardo Tavares                           |                          | 26 de janeiro de 2023    |
| DNOCS |                                           |                          |                          |
| SUDENE | Danilo Cabral                             | PSB                      | 10 de julho de 2023      |
| SUDECO | Rose Modesto                              |                          | 17 de maio de 2023       |
| SUDECO | Luciana Barros                            |                          | 24 de junho de 2024      |
| SUDAM | Paulo Rocha                               | PT                       | 5 de junho de 2023       |
| Justiça e Segurança Pública                                                                                                 |                                           |                          |                          |
| Secretaria-Executiva do Ministério da Justiça e Segurança Pública                                                           | Ricardo Cappelli                          | PSB                      | 1.º de janeiro de 2023   |
| Secretaria-Executiva do Ministério da Justiça e Segurança Pública                                                           | Manoel Carlos de Almeida Neto             |                          | 31 de janeiro de 2024    |
| Secretária Nacional de Justiça                                                                                              | Augusto de Arruda Botelho                 | PSB                      | 23 de janeiro de 2023    |
| Secretária Nacional de Justiça                                                                                              | Jean Keiji Uema                           | PT                       | 8 de fevereiro de 2024   |
| Secretário Nacional de Segurança Pública                                                                                    | Tadeu Alencar                             | PSB                      | 23 de janeiro de 2023    |
| Secretário Nacional de Segurança Pública                                                                                    | Mario Sarrubbo                            |                          | 4 de março de 2024       |
| Secretário Nacional de Políticas Penais                                                                                     | Rafael Velasco                            |                          | 23 de janeiro de 2023    |
| Secretário Nacional de Políticas Penais                                                                                     | André de Albuquerque Garcia               |                          | 1.º de fevereiro de 2024 |
| Secretaria Nacional de Políticas sobre Drogas                                                                               | Marta Rodriguez                           |                          | 9 de janeiro de 2023     |
| Secretária Nacional de Direitos do Consumidor                                                                               | Wadih Damous                              | PT                       | 9 de janeiro de 2023     |
| Secretaria Nacional de Assuntos Legislativos                                                                                | Elias Vaz                                 | PSB                      | 31 de janeiro de 2023    |
| Secretaria Nacional de Assuntos Legislativos                                                                                | Marivaldo Pereira                         | PSOL                     | 31 de julho de 2024      |
| Secretária de Acesso à Justiça                                                                                              | Marivaldo Pereira                         | PSOL                     | 23 de janeiro de 2023    |
| Secretária de Acesso à Justiça                                                                                              | Sheila de Carvalho                        |                          | 16 de fevereiro de 2024  |
| Secretaria de Direitos Digitais                                                                                             | Estela Aranha                             |                          | 24 de novembro de 2023   |
| Secretaria de Direitos Digitais                                                                                             | Lílian Manoela Monteiro Cintra de Melo    |                          | 6 de março de 2024       |
| Polícia Federal | Andrei Rodrigues                          |                          | 10 de janeiro de 2023    |
| Polícia Rodoviária Federal                                                                                                  | Antônio Fernando Oliveira                 |                          | 8 de fevereiro de 2023   |
| PRONASCI | Tamires Sampaio                           | PT                       | 2 de janeiro de 2023     |
| CADE |                                           |                          |                          |
| CONARE | Sheila de Carvalho                        |                          | 2 de janeiro de 2023     |
| Meio Ambiente e Mudança do Clima                                                                                            |                                           |                          |                          |
| Secretaria-Executiva do Ministério de Meio Ambiente e Mudança do Clima                                                      | João Paulo Capobianco                     |                          | 13 de janeiro de 2023    |
| Secretaria Extraordinária de Controle do Desmatamento e Ordenamento Ambiental Territorial                                   | André Lima                                |                          | 7 de março de 2023       |
| Secretaria Nacional de Meio Ambiente Urbano e Qualidade Ambiental                                                           | Adalberto Maluf                           | PV                       | 20 de março de 2023      |
| Secretaria Nacional de Mudança do Clima                                                                                     | Ana Toni                                  |                          | 21 de março de 2023      |
| Secretaria Nacional de Povos e Comunidades Tradicionais e Desenvolvimento Rural Sustentável                                 | Edel Nazaré Santiago de Moraes            |                          | 30 de janeiro de 2023    |
| Secretaria Nacional de Biodiversidade, Florestas e Direitos Animais                                                         | Rita Mesquita                             |                          | 20 de março de 2023      |
| Secretaria Nacional de Bioeconomia                                                                                          | Carina Mendonça Pimenta                   |                          | 1.º de março de 2023     |
| Serviço Florestal Brasileiro                                                                                                | Garo Batmanian                            |                          | 21 de março de 2023      |
| IBAMA | Rodrigo Agostinho                         | PSB                      | 28 de fevereiro de 2023  |
| ICMBio | Mauro Pires                               |                          | 26 de maio de 2023       |
| ANA |                                           |                          |                          |
| IPJBRJ | Eliezer de Sousa Nunes                    |                          | 3 de fevereiro de 2023   |
| Minas e Energia |                                           |                          |                          |
| Secretaria-Executiva do Ministério de Minas e Energia                                                                       | Efrain Cruz                               |                          | 17 de março de 2023      |
| Secretaria-Executiva do Ministério de Minas e Energia                                                                       | Arthur Cerqueira                          |                          | 10 de janeiro de 2024    |
| Secretaria Nacional de Geologia, Mineração e Transformação Mineral                                                          | Vitor Saback                              |                          | 3 de abril de 2023       |
| Secretaria Nacional de Energia Elétrica                                                                                     | Gentil Nogueira                           |                          | 9 de fevereiro de 2023   |
| Secretaria Nacional de Transição Energética e Planejamento                                                                  | Thiago Barral                             |                          | 8 de fevereiro de 2023   |
| Secretaria Nacional de Petróleo, Gás Natural e Biocombustíveis                                                              | Pietro Mendes                             |                          | 8 de fevereiro de 2023   |
| Petrobras | Jean Paul Prates                          | PT                       | 26 de janeiro de 2023    |
| Petrobras | Magda Chambriard                          |                          | 24 de maio de 2024       |
| Itaipu | Enio Verri                                | PT                       | 16 de março de 2023      |
| ANEEL |                                           |                          |                          |
| ANP | Luiz Henrique Bispo                       |                          | 22 de dezembro de 2023   |
| ANM | Caio Mário Trivellato                     |                          | 29 de dezembro de 2023   |
| Nuclep |                                           |                          |                          |
| ENBPar | Luís Fernando Paroli                      |                          | 11 de julho de 2023      |
| EPE | Thiago Prado                              |                          | 29 de setembro de 2023   |
| CPRM | Inácio Melo                               | PSDB                     | 3 de agosto de 2023      |
| Mulheres |                                           |                          |                          |
| Secretaria-Executiva do Ministério das Mulheres                                                                             | Maria Helena Guarezi                      | PT                       | 1 de janeiro de 2023     |
| Secretaria Nacional de Enfrentamento à Violência Contra Mulheres                                                            | Denise Motta Dau                          |                          | 25 de janeiro de 2023    |
| Secretaria Nacional de Articulação Institucional, Ações Temáticas e Participação Política                                   | Carmen Foro                               | PT                       | 25 de janeiro de 2023    |
| Secretaria Nacional de Articulação Institucional, Ações Temáticas e Participação Política                                   | Fátima Cleide                             | PT                       | 19 de setembro de 2024   |
| Secretaria Nacional de Autonomia Econômica e Política de Cuidados                                                           | Rosane Silva                              | PT                       | 23 de fevereiro de 2023  |
| Pesca e Aquicultura |                                           |                          |                          |
| Secretaria-Executiva do Ministério de Pesca e Aquicultura                                                                   | Carlos Mello                              |                          | 24 de janeiro de 2023    |
| Secretaria-Executiva do Ministério de Pesca e Aquicultura                                                                   | Rivetla Edipo Araujo Cruz                 |                          | 22 de julho de 2024      |
| Secretaria Nacional de Pesca Artesanal                                                                                      | Cristiano Ramalho                         |                          | 6 de janeiro de 2023     |
| Secretaria Nacional de Pesca Industrial                                                                                     | Expedito Netto                            | PSD                      | 16 de ,março de 2023     |
| Secretaria Nacional de Aquicultura                                                                                          | Tereza Nelma                              | PSD                      | 1.º de março de 2023     |
| Secretaria Nacional de Registro, Monitoramento e Pesquisa                                                                   | Flavia Lucena Fredou                      |                          | 3 de fevereiro de 2023   |
| Secretaria Nacional de Registro, Monitoramento e Pesquisa                                                                   | Luís Gustavo Cardoso                      |                          | 8 de abril de 2024       |
| Planejamento e Orçamento |                                           |                          |                          |
| Secretaria-Executiva do Ministério do Planejamento e Orçamento                                                              | Gustavo José de Guimarães e Souza         |                          | 24 de janeiro de 2023    |
| Secretaria Nacional de Planejamento                                                                                         | Leany Lemos                               | PSB                      | 31 de janeiro de 2023    |
| Secretaria Nacional de Planejamento                                                                                         | Virgínia de Ângelis Oliveira de Paula     |                          | 18 de abril de 2024      |
| Secretaria de Orçamento Federal                                                                                             | Paulo Roberto Simão Bijos                 |                          | 24 de janeiro de 2023    |
| Secretaria de Orçamento Federal                                                                                             | Clayton Luiz Montes                       |                          | 21 de janeiro de 2025    |
| Secretaria de Monitoramento e Avaliação de Políticas Públicas e Assuntos Econômicos                                         | Sergio Pinheiro Firpo                     |                          | 14 de fevereiro de 2023  |
| Secretaria de Assuntos Internacionais e Desenvolvimento                                                                     | Renata Vargas Amaral                      |                          | 24 de janeiro de 2023    |
| Secretaria de Assuntos Internacionais e Desenvolvimento                                                                     |                                           |                          |                          |
| Secretaria de Articulação Institucional                                                                                     | José Antonio Silva Parente                |                          | 26 de janeiro de 2023    |
| Secretaria de Articulação Institucional                                                                                     | João Villaverde                           |                          | 2 de outubro de 2023     |
| Ipea | Luciana Servo                             |                          | 15 de fevereiro de 2023  |
| IBGE | Marcio Pochmann                           | PT                       | 18 de agosto de 2023     |
| Previdência Social |                                           |                          |                          |
| Secretaria-Executiva do Ministério da Previdência Social                                                                    | Wolney Queiroz                            | PDT                      | 8 de fevereiro de 2023   |
| Secretaria de Regime Geral da Previdência Social                                                                            | Adroaldo da Cunha Portal                  |                          | 8 de fevereiro de 2023   |
| Secretaria de Regime Próprio e Complementar                                                                                 | Paulo Roberto dos Santos Pinto            | MOBILIZA                 | 25 de janeiro de 2023    |
| INSS | Alessandro Stefanutto                     |                          | 11 de julho de 2023      |
| PREVIC | Ricardo Pena                              |                          | 17 de fevereiro de 2023  |
| Portos e Aeroportos |                                           |                          |                          |
| Secretaria-Executiva do Ministério de Portos e Aeroportos                                                                   | Roberto Gusmão                            |                          | 17 de janeiro de 2023    |
| Secretaria-Executiva do Ministério de Portos e Aeroportos                                                                   | Mariana Pescatori                         |                          | 29 de novembro de 2023   |
| Secretaria Nacional de Portos                                                                                               | Fabrizio Pierdomenico                     |                          | 2 de março de 2023       |
| Secretaria Nacional de Portos                                                                                               | Mariana Pescatori                         |                          | 28 de setembro de 2023   |
| Secretaria Nacional de Portos                                                                                               | Alex Ávila                                |                          | 6 de dezembro de 2023    |
| Secretaria Nacional de Aviação Civil                                                                                        | Juliano Noman                             |                          | 3 de abril de 2023       |
| Secretaria Nacional de Aviação Civil                                                                                        | Tomé Franca                               |                          | 9 de maio de 2024        |
| Secretaria Nacional de Hidrovias e Navegação                                                                                | Dino Antunes Dias Batista                 |                          | 29 de abril de 2024      |
| Infraero | Rogério Amado Barzellay                   |                          | 2 de fevereiro de 2023   |
| ANAC |                                           |                          |                          |
| Autoridade Portuária de Santos                                                                                              | Anderson Pomini                           |                          | 20 de abril de 2023      |
| PortosRio | Alvaro Luiz Savio                         |                          | 18 de abril de 2023      |
| Povos Indígenas |                                           |                          |                          |
| Secretaria-Executiva do Ministério dos Povos Indígenas                                                                      | Eloy Terena                               | PSOL                     | 17 de janeiro de 2023    |
| Secretaria de Articulação e Promoção de Direitos Indígenas                                                                  | Juma Xipaia                               | REDE                     | 7 de fevereiro de 2023   |
| Secretaria de Direitos Ambientais e Territoriais Indígenas                                                                  | Eunice Kerexu                             | PSOL                     | 7 de fevereiro de 2023   |
| Secretaria de Direitos Ambientais e Territoriais Indígenas                                                                  | Marcos Kaingang                           |                          | 27 de fevereiro de 2024  |
| Secretaria de Gestão Ambiental e Territorial Indígena                                                                       | Ceiça Pitaguary                           |                          | 12 de fevereiro de 2023  |
| FUNAI | Joênia Wapichana                          | REDE                     | 3 de fevereiro de 2023   |
| Relações Exteriores |                                           |                          |                          |
| Secretaria-Geral do Ministério das Relações Exteriores                                                                      | Maria Laura da Rocha                      |                          | 1.º de janeiro de 2023   |
| Secretaria de América Latina e Caribe                                                                                       | Gisela Padovan                            |                          | 14 de fevereiro de 2023  |
| Secretaria de Europa e América do Norte                                                                                     | Maria Luisa Escorel de Moraes             |                          | 6 de abril de 2023       |
| Secretaria de África e de Oriente Médio                                                                                     | Carlos Sérgio Sobral Duarte               |                          | 30 de março de 2023      |
| Secretaria de Ásia e Pacífico                                                                                               | Eduardo Saboia                            |                          | 2 de janeiro de 2023     |
| Secretaria de Clima, Energia e Meio Ambiente                                                                                | André Aranha Corrêa do Lago               |                          | 24 de março de 2023      |
| Secretaria de Promoção Comercial, Ciência, Tecnologia, Inovação e Cultura                                                   | Laudemar Aguiar                           |                          | 2 de janeiro de 2023     |
| Secretaria de Assuntos Multilaterais Políticos                                                                              | Carlos Márcio Bicalho Cozendey            |                          | 27 de fevereiro de 2023  |
| Secretaria de Assuntos Econômicos e Financeiros                                                                             | Mauricio Lyrio                            |                          | 14 de abril de 2023      |
| Secretaria de Comunidades Brasileiras e Assuntos Consulares e Jurídicos                                                     | Leonardo Luis Gorgulho Nogueira Fernandes |                          | 1.º de janeiro de 2023   |
| Secretaria de Comunidades Brasileiras e Assuntos Consulares e Jurídicos                                                     | Márcia Loureiro                           |                          | 25 de julho de 2024      |
| Secretaria de Gestão Administrativa                                                                                         | Fátima Ishitani                           |                          | 1.º de janeiro de 2023   |
| Secretaria de Gestão Administrativa                                                                                         | Denis Fontes de Souza Pinto               |                          | 30 de junho de 2023      |
| Saúde |                                           |                          |                          |
| Secretaria-Executiva do Ministério da Saúde                                                                                 | Swedenberger Barbosa                      |                          | 1.º de janeiro de 2023   |
| Secretaria de Atenção Primária à Saúde                                                                                      | Felipe Proenço                            |                          | 21 de fevereiro de 2024  |
| Secretaria de Atenção Especializada à Saúde                                                                                 | Helvécio Magalhães                        |                          | 13 de janeiro de 2023    |
| Secretaria de Atenção Especializada à Saúde                                                                                 | Adriano Massuda                           |                          | 25 de março de 2024      |
| Secretaria de Vigilância em Saúde e Ambiente                                                                                | Ethel Maciel                              |                          | 9 de janeiro de 2023     |
| Secretaria de Saúde Indígena                                                                                                | Ricardo Weibe Tapeba                      | PT                       | 9 de janeiro de 2023     |
| Secretaria de Gestão do Trabalho e da Educação na Saúde                                                                     | Isabela Cardoso                           |                          | 9 de janeiro de 2023     |
| Secretaria da Informação e Saúde Digital                                                                                    | Ana Estela Haddad                         | PT                       | 26 de janeiro de 2023    |
| Secretaria de Ciência, Tecnologia e Inovação e do Complexo Econômico-Industrial da Saúde                                    | Carlos Gadelha                            |                          | 9 de janeiro de 2023     |
| Anvisa |                                           |                          |                          |
| Fiocruz | Mario Moreira                             |                          | 12 de maio de 2023       |
| Funasa | Francisco Américo Neves de Oliveira       |                          | 20 de março de 2023      |
| ANS |                                           |                          |                          |
| Hemobrás | Ana Paula Menezes                         |                          | 15 de março de 2024      |
| Grupo Hospitalar Conceição                                                                                                  | Gilberto Barichello                       |                          | 4 de abril de 2023       |
| Trabalho e Emprego |                                           |                          |                          |
| Secretaria-Executiva do Ministério do Trabalho e Emprego                                                                    | Chico Macena                              | PT                       | 11 de janeiro de 2023    |
| Secretário Nacional de Economia Solidária                                                                                   | Gilberto Carvalho                         | PT                       | 9 de fevereiro de 2023   |
| Secretaria de Inspeção do Trabalho                                                                                          | Luiz Felipe Brandão de Mello              |                          | 16 de março de 2023      |
| Secretaria de Relações do Trabalho                                                                                          | Marcos Perioto                            |                          | 22 de fevereiro de 2023  |
| Secretaria de Proteção ao Trabalhador                                                                                       | Carlos Augusto Simões Gonçalves Júnior    |                          | 31 de janeiro de 2023    |
| Secretaria de Qualificação e Fomento à Geração de Emprego e Renda                                                           | Magno Lavigne                             | REDE                     | 16 de março de 2023      |
| Fundacentro | Pedro Tourinho                            | PT                       | 24 de março de 2023      |
| Fundacentro | José Cloves                               | PT                       | 5 de julho de 2024       |
| Transportes |                                           |                          |                          |
| Secretaria-Executiva do Ministério dos Transportes                                                                          | George Santoro                            |                          | 20 de março de 2023      |
| Secretaria Nacional de Transporte Rodoviário                                                                                | Viviane Esse                              |                          | 6 de março de 2023       |
| Secretaria de Nacional de Transporte Ferroviário                                                                            | Leonardo Ribeiro                          |                          | 9 de fevereiro de 2023   |
| Secretaria Nacional de Trânsito                                                                                             | Adrualdo Catão                            |                          | 22 de fevereiro de 2023  |
| INFRA | Jorge Bastos                              |                          | 1 de março de 2023       |
| DNIT | Fabricio Galvão                           |                          | 5 de julho de 2023       |
| Turismo |                                           |                          |                          |
| Secretaria-Executiva do Ministério do Turismo                                                                               | Wallace Nunes da Silva                    |                          | 12 de janeiro de 2023    |
| Secretaria-Executiva do Ministério do Turismo                                                                               | Ana Carla Machado Lopes                   |                          | 19 de setembro de 2023   |
| Secretaria Nacional de Políticas de Turismo                                                                                 | Marcelo Lima Costa                        |                          | 19 de abril de 2023      |
| Secretaria Nacional de Políticas de Turismo                                                                                 | Milton Zuanazzi                           | PT                       | 3 de agosto de 2023      |
| Secretaria Nacional de Políticas de Turismo                                                                                 | Cristiane Leal Sampaio                    |                          | 10 de outubro de 2024    |
| Secretaria Nacional de Infraestrutura, Crédito e Investimentos no Turismo                                                   | Carlos Henrique Menezes Sobral            |                          | 23 de janeiro de 2023    |
| EMBRATUR | Marcelo Freixo                            | PSB / PT                 | 19 de janeiro de 2023    |
| Secretaria-Geral da Presidência da República                                                                                |                                           |                          |                          |
| Secretaria-Executiva da Secretaria-Geral da Presidência da República                                                        | Maria Fernanda Ramos Coelho               |                          | 1.º de janeiro de 2023   |
| Secretaria-Executiva da Secretaria-Geral da Presidência da República                                                        | Kelli Mafort                              |                          | 16 de janeiro de 2024    |
| Secretaria Nacional de Diálogos Sociais e Articulação de Políticas Públicas                                                 | Kelli Mafort                              |                          | 23 de janeiro de 2023    |
| Secretaria Nacional de Diálogos Sociais e Articulação de Políticas Públicas                                                 | Kenarik Boujikian                         |                          | 20 de junho de 2024      |
| Secretaria Nacional de Participação Social                                                                                  | Renato Simões                             | PT                       | 24 de janeiro de 2023    |
| Secretaria Nacional de Juventude                                                                                            | Ronald Sorriso                            | PT                       | 23 de janeiro de 2023    |
| Secretaria de Relações Político-Sociais                                                                                     | Wagner Caetano                            | PT                       | 25 de janeiro de 2023    |
| Secretaria para Apoio à Reconstrução do Rio Grande do Sul                                                                   |                                           |                          |                          |
| Secretaria-Executiva da Secretaria para Apoio à Reconstrução do Rio Grande do Sul                                           | Maneco Hassen                             | PT                       | 21 de maio de 2024       |
| Comunicação Social |                                           |                          |                          |
| Secretaria-Executiva da Secretaria de Comunicação Social                                                                    | Ricardo Zamora                            |                          | 11 de janeiro de 2023    |
| Secretaria-Executiva da Secretaria de Comunicação Social                                                                    | Tiago Cesar dos Santos                    |                          | 15 de janeiro de 2025    |
| Secretaria de Comunicação Institucional                                                                                     | Maneco Hassen                             | PT                       | 6 de fevereiro de 2023   |
| Secretaria de Comunicação Institucional                                                                                     | Laércio Portela                           |                          | 11 de setembro de 2024   |
| Secretaria de Comunicação Institucional                                                                                     | Paulo Venícius Brito da Silva             |                          | 17 de janeiro de 2025    |
| Secretaria de Produção e Divulgação de Conteúdo Audiovisual                                                                 | Ricardo Stuckert                          |                          | 26 de janeiro de 2023    |
| Secretaria de Imprensa | José Kley Chrispiniano Júnior             |                          | 26 de janeiro de 2023    |
| Secretaria de Imprensa | Laércio Portela                           |                          | 15 de janeiro de 2025    |
| Secretaria de Políticas Digitais                                                                                            | João Brant                                |                          | 27 de janeiro de 2023    |
| Secretaria de Estratégia e Redes                                                                                            | Renam Brandão                             |                          | 30 de março de 2023      |
| Secretaria de Estratégia e Redes                                                                                            | Brunna Rosa Alfaia                        |                          | 28 de novembro de 2023   |
| Secretaria de Estratégia e Redes                                                                                            | Mariah Queiroz Costa Silva                |                          | 16 de janeiro de 2025    |
| Secretaria de Publicidade e Patrocínios                                                                                     | Mariana Seixas                            |                          | 26 de janeiro de 2023    |
| Secretaria de Publicidade e Patrocínios                                                                                     | Fabrício Lazzarini Carbonel               |                          | 6 de novembro de 2024    |
| Secretaria de Publicidade e Patrocínios                                                                                     | Samantha Marchiori                        |                          | 24 de janeiro de 2025    |
| Relações Institucionais |                                           |                          |                          |
| Secretaria-Executiva da Secretaria de Relações Institucionais                                                               | Olavo Noleto                              | PT                       | 1.º de janeiro de 2023   |
| Secretaria Especial de Assuntos Federativos                                                                                 | André Ceciliano                           | PT                       | 16 de fevereiro de 2023  |
| Secretaria Especial de Acompanhamento Governamental                                                                         | Sinval Alan Ferreira                      | PT                       | 2 de janeiro de 2023     |
| Secretária de Assuntos Parlamentares                                                                                        | Valmir Prascidelli                        | PT                       | 13 de janeiro de 2023    |

## Aprovação no Senado
Alguns cargos, segundo a Constituição Federal (Art. 52), como de Chefes de Missões Diplomáticas, Ministros do Supremo Tribunal Federal, Superior Tribunal de Justiça, Presidente do Banco Central do Brasil, entre outros, precisam de ser sabatinados e posteriormente aprovados pela Comissão correspondente e pelo plenário do Senado Federal.
| Comissão de Assuntos Econômicos (CAE)                                                     | Comissão de Assuntos Econômicos (CAE)     | Comissão de Assuntos Econômicos (CAE) | Comissão de Assuntos Econômicos (CAE) | Comissão de Assuntos Econômicos (CAE) | Comissão de Assuntos Econômicos (CAE)      | Comissão de Assuntos Econômicos (CAE) | Comissão de Assuntos Econômicos (CAE) |
| Cargo                                                                                     | Nome                                      | Data da Indicação                     | Data da Sabatina                      | Data da votação na Comissão do Senado | Resultado da votação na Comissão do Senado | Data da votação no Plenário           | Resultado da votação no Plenário      |
| ----------------------------------------------------------------------------------------- | ----------------------------------------- | ------------------------------------- | ------------------------------------- | ------------------------------------- | ------------------------------------------ | ------------------------------------- | ------------------------------------- |
| Diretoria do Banco Central                                                                | Ailton Aquino                             | 9 de maio de 2023                     | 4 de julho de 2023                    | 4 de julho de 2023                    | 24 x 1                                     | 4 de julho de 2023                    | 42 x 10                               |
| Diretoria do Banco Central                                                                | Gabriel Galípolo                          | 19 de junho de 2023                   | 4 de julho de 2023                    | 4 de julho de 2023                    | 23 x 2                                     | 4 de julho de 2023                    | 39 x 12                               |
| Conselheira do CADE                                                                       | Camila Cabral Pires Alves                 | 20 de novembro de 2023                | 12 de dezembro de 2023                | 12 de dezembro de 2023                | 24 x 0                                     | 12 de dezembro de 2023                | 53 x 2                                |
| Conselheiro do CADE                                                                       | Carlos Jacques                            | 20 de novembro de 2023                | 12 de dezembro de 2023                | 12 de dezembro de 2023                | 23 x 1                                     | 12 de dezembro de 2023                | 53 x 1                                |
| Conselheiro do CADE                                                                       | Diogo Thomson de Andrade                  | 20 de novembro de 2023                | 12 de dezembro de 2023                | 12 de dezembro de 2023                | 24 x 0                                     | 12 de dezembro de 2023                | 55 x 1                                |
| Conselheiro do CADE                                                                       | José Levi                                 | 20 de novembro de 2023                | 12 de dezembro de 2023                | 12 de dezembro de 2023                | 23 x 1                                     | 12 de dezembro de 2023                | 54 x 1                                |
| Diretoria na Comissão de Valores Mobiliários                                              | Daniel Maeda                              | 27 de novembro de 2023                | 12 de dezembro de 2023                | 12 de dezembro de 2023                | 18 x 0                                     | 12 de dezembro de 2023                | 56 x 2                                |
| Diretoria na Comissão de Valores Mobiliários                                              | Marina Copola                             | 27 de novembro de 2023                | 12 de dezembro de 2023                | 12 de dezembro de 2023                | 17 x 0                                     | 12 de dezembro de 2023                | 58 x 1                                |
| Superintendente-geral do CADE                                                             | Alexandre Barreto                         | 2 de abril de 2024                    | 14 de maio de 2024                    | 14 de maio de 2024                    | 21 x 1                                     | 19 de junho de 2024                   | 56 x 4                                |
| Procurador-chefe do CADE                                                                  | André Luís Macagnan Freire                | 14 de maio de 2024                    | 14 de maio de 2024                    | 14 de maio de 2024                    | 20 x 2                                     | 19 de junho de 2024                   | 59 x 3                                |
| Presidente do Banco Central                                                               | Gabriel Galípolo                          | 28 de agosto de 2024                  | 8 de outubro de 2024                  | 8 de outubro de 2024                  | 26 x 0                                     | 8 de outubro de 2024                  | 66 x 5                                |
| Comissão de Constituição e Justiça (CCJ)                                                  |                                           |                                       |                                       |                                       |                                            |                                       |                                       |
| Cargo                                                                                     | Nome                                      | Data da Indicação                     | Data da Sabatina                      | Data da votação na Comissão do Senado | Resultado da votação na Comissão do Senado | Data da votação no Plenário           | Resultado da votação no Plenário      |
| Ministro do Supremo Tribunal Federal                                                      | Cristiano Zanin                           | 1 de junho de 2023                    | 21 de junho de 2023                   | 21 de junho de 2023                   | 21 x 5                                     | 21 de junho de 2023                   | 58 x 18                               |
| Ministra do Superior Tribunal de Justiça                                                  | Daniela Teixeira                          | 29 de agosto de 2023                  | 25 de outubro de 2023                 | 25 de outubro de 2023                 | 26 x 1                                     | 25 de outubro de 2023                 | 68 x 5                                |
| Ministro do Superior Tribunal de Justiça                                                  | Teodoro Silva Santos                      | 6 de setembro de 2023                 | 25 de outubro de 2023                 | 25 de outubro de 2023                 | 27 x 0                                     | 25 de outubro de 2023                 | 63 x 0                                |
| Ministro do Superior Tribunal de Justiça                                                  | Afrânio Vilela                            | 6 de setembro de 2023                 | 25 de outubro de 2023                 | 25 de outubro de 2023                 | 27 x 0                                     | 25 de outubro de 2023                 | 68 x 1                                |
| Ministro do Supremo Tribunal Federal                                                      | Flávio Dino                               | 27 de novembro de 2023                | 13 de dezembro de 2023                | 13 de dezembro de 2023                | 17 x 10                                    | 13 de dezembro de 2023                | 47 x 31                               |
| Procurador-Geral da República                                                             | Paulo Gonet                               | 27 de novembro de 2023                | 13 de dezembro de 2023                | 13 de dezembro de 2023                | 23 x 4                                     | 13 de dezembro de 2023                | 65 x 11                               |
| Ministro do Tribunal Superior do Trabalho                                                 | Antônio Fabrício de Matos Gonçalves       | 30 de abril de 2024                   | 20 de junho de 2024                   | 20 de junho de 2024                   | 27 x 0                                     | 20 de junho de 2024                   | 62 x 2                                |
| Comissão de Relações Exteriores e Defesa Nacional (CRE)                                   |                                           |                                       |                                       |                                       |                                            |                                       |                                       |
| Cargo                                                                                     | Nome                                      | Data da Indicação                     | Data da Sabatina                      | Data da votação na Comissão do Senado | Resultado da votação na Comissão do Senado | Data da votação no Plenário           | Resultado da votação no Plenário      |
| Embaixador do Brasil na Argentina                                                         | Julio Bitelli                             | 20 de março de 2023                   | 11 de maio de 2023                    | 11 de maio de 2023                    | 18 x 0                                     | 17 de maio de 2023                    | 42 x 2                                |
| Embaixador do Brasil no Egito e Eritreia                                                  | Paulino Franco de Carvalho Neto           | 20 de março de 2023                   | 11 de maio de 2023                    | 11 de maio de 2023                    | 18 x 0                                     | 17 de maio de 2023                    | 46 x 1                                |
| Embaixadora do Brasil nos Estados Unidos                                                  | Maria Luiza Viotti                        | 20 de março de 2023                   | 11 de maio de 2023                    | 11 de maio de 2023                    | 18 x 0                                     | 17 de maio de 2023                    | 44 x 1                                |
| Embaixador do Brasil na França e Mônaco                                                   | Ricardo Neiva Tavares                     | 20 de março de 2023                   | 11 de maio de 2023                    | 11 de maio de 2023                    | 17 x 0                                     | 17 de maio de 2023                    | 40 x 2                                |
| Embaixador do Brasil na ONU                                                               | Sérgio Danese                             | 20 de março de 2023                   | 11 de maio de 2023                    | 11 de maio de 2023                    | 18 x 0                                     | 17 de maio de 2023                    | 40 x 2                                |
| Embaixador do Brasil em Santa Sé e Ordem de Malta                                         | Everton Vieira Vargas                     | 20 de março de 2023                   | 11 de maio de 2023                    | 11 de maio de 2023                    | 18 x 0                                     | 17 de maio de 2023                    | 41 x 2                                |
| Embaixador do Brasil na Índia e Butão                                                     | Kenneth Nóbrega                           | 31 de março de 2023                   | 11 de maio de 2023                    | 11 de maio de 2023                    | 18 x 0                                     | 17 de maio de 2023                    | 38 x 1                                |
| Embaixador do Brasil em Cuba                                                              | Christian Vargas                          | 31 de março de 2023                   | 11 de maio de 2023                    | 11 de maio de 2023                    | 17 x 1                                     | 23 de maio de 2023                    | 41 x 4                                |
| Embaixador do Brasil no Israel                                                            | Frederico Meyer                           | 31 de março de 2023                   | 11 de maio de 2023                    | 11 de maio de 2023                    | 13 x 2                                     | 23 de maio de 2023                    | 35 x 4                                |
| Embaixador do Brasil no Reino Unido                                                       | Antonio Patriota                          | 20 de março de 2023                   | 18 de maio de 2023                    | 18 de maio de 2023                    | 14 x 1                                     | 23 de maio de 2023                    | 46 x 8                                |
| Embaixador do Brasil na OACI                                                              | Michel Arslanian Neto                     | 31 de março de 2023                   | 11 de maio de 2023                    | 11 de maio de 2023                    | 18 x 0                                     | 24 de maio de 2023                    | 51 x 2                                |
| Embaixador do Brasil no Peru                                                              | Clemente Baena Soares                     | 31 de março de 2023                   | 18 de maio de 2023                    | 18 de maio de 2023                    | 15 x 0                                     | 24 de maio de 2023                    | 42 x 5                                |
| Embaixador do Brasil na Grécia                                                            | Castilhos França                          | 31 de março de 2023                   | 18 de maio de 2023                    | 18 de maio de 2023                    | 15 x 0                                     | 24 de maio de 2023                    | 47 x 2                                |
| Embaixador do Brasil na OEA                                                               | Benoni Belli                              | 31 de março de 2023                   | 18 de maio de 2023                    | 18 de maio de 2023                    | 15 x 0                                     | 24 de maio de 2023                    | 43 x 3                                |
| Embaixador do Brasil na OMC                                                               | Guilherme Patriota                        | 31 de março de 2023                   | 18 de maio de 2023                    | 18 de maio de 2023                    | 14 x 0                                     | 24 de maio de 2023                    | 44 x 6                                |
| Embaixador do Brasil na Eslováquia                                                        | Gabriel Boff Moreira                      | 31 de março de 2023                   | 25 de maio de 2023                    | 25 de maio de 2023                    | 13 x 0                                     | 31 de maio de 2023                    | 41 x 4                                |
| Embaixador do Brasil na Indonésia                                                         | George Monteiro Prata                     | 31 de março de 2023                   | 25 de maio de 2023                    | 25 de maio de 2023                    | 13 x 0                                     | 31 de maio de 2023                    | 46 x 2                                |
| Embaixador do Brasil no Malawi e Zâmbia                                                   | Arthur Henrique Villanova Nogueira        | 31 de março de 2023                   | 25 de maio de 2023                    | 25 de maio de 2023                    | 13 x 0                                     | 31 de maio de 2023                    | 41 x 2                                |
| Embaixador do Brasil nos Países Baixos                                                    | Fernando Simas Magalhães                  | 16 de maio de 2023                    | 25 de maio de 2023                    | 25 de maio de 2023                    | 13 x 0                                     | 31 de maio de 2023                    | 43 x 2                                |
| Embaixador do Brasil na Austrália, Ilhas Salomão, Papua-Nova Guiné, Vanuatu, Fiji e Nauru | Claudio de Matos Arruda                   | 16 de maio de 2023                    | 15 de junho de 2023                   | 15 de junho de 2023                   | 15 x 0                                     | 21 de junho de 2023                   | 41 x 2                                |
| Embaixador do Brasil na Romênia                                                           | Ricardo Guerra de Araújo                  | 16 de maio de 2023                    | 15 de junho de 2023                   | 15 de junho de 2023                   | 14 x 1                                     | 21 de junho de 2023                   | 47 x 2                                |
| Embaixador do Brasil na Itália, Malta e San Marino                                        | Renato Mosca                              | 26 de maio de 2023                    | 15 de junho de 2023                   | 15 de junho de 2023                   | 15 x 0                                     | 21 de junho de 2023                   | 48 x 6                                |
| Embaixadora do Brasil na Croácia                                                          | Silvana Polich                            | 5 de junho de 2023                    | 22 de junho de 2023                   | 22 de junho de 2023                   | 14 x 0                                     | 4 de julho de 2023                    | 41 x 1                                |
| Embaixador do Brasil nos Emirados Árabes Unidos                                           | Sidney Romeiro                            | 5 de junho de 2023                    | 22 de junho de 2023                   | 22 de junho de 2023                   | 14 x 0                                     | 4 de julho de 2023                    | 37 x 4                                |
| Embaixador do Brasil no Marrocos                                                          | Alexandre Parola                          | 5 de junho de 2023                    | 22 de junho de 2023                   | 22 de junho de 2023                   | 14 x 0                                     | 4 de julho de 2023                    | 40 x 3                                |
| Embaixadora do Brasil na AIEA                                                             | Claudia Vieira Santos                     | 5 de junho de 2023                    | 22 de junho de 2023                   | 22 de junho de 2023                   | 14 x 0                                     | 4 de julho de 2023                    | 46 x 4                                |
| Embaixador do Brasil no Bahrein                                                           | Adriano Pucci                             | 13 de junho de 2023                   | 22 de junho de 2023                   | 22 de junho de 2023                   | 14 x 0                                     | 4 de julho de 2023                    | 41 x 3                                |
| Embaixador do Brasil no Botswana                                                          | João Genésio                              | 13 de junho de 2023                   | 22 de junho de 2023                   | 22 de junho de 2023                   | 14 x 0                                     | 4 de julho de 2023                    | 39 x 1                                |
| Embaixador do Brasil no Irã                                                               | Eduardo Gradilone Neto                    | 21 de junho de 2023                   | 6 de julho de 2023                    | 6 de julho de 2023                    | 11 x 0                                     | 2 de agosto de 2023                   | 38 x 3                                |
| Embaixador do Brasil no Canadá                                                            | Carlos França                             | 21 de junho de 2023                   | 6 de julho de 2023                    | 6 de julho de 2023                    | 11 x 0                                     | 2 de agosto de 2023                   | 54 x 2                                |
| Embaixador do Brasil na Bulgária e Macedônia do Norte                                     | Paulo Roberto Campos Tarrisse da Fontoura | 21 de junho de 2023                   | 6 de julho de 2023                    | 6 de julho de 2023                    | 11 x 0                                     | 2 de agosto de 2023                   | 41 x 4                                |
| Embaixador do Brasil nas Filipinas, Palau, Micronésia e Ilhas Marshall                    | Gilberto Fonseca Guimarães de Moura       | 6 de julho de 2023                    | 17 de agosto de 2023                  | 17 de agosto de 2023                  | 12 x 0                                     | 13 de setembro de 2023                | 40 x 3                                |
| Embaixadora do Brasil na Suécia e Letônia                                                 | Maria Edileuza Fontenele Reis             | 6 de julho de 2023                    | 17 de agosto de 2023                  | 17 de agosto de 2023                  | 12 x 0                                     | 13 de setembro de 2023                | 41 x 3                                |
| Embaixadora do Brasil na Bósnia e Herzegovina                                             | Maria Clara Duclos Carisio                | 18 de julho de 2023                   | 17 de agosto de 2023                  | 17 de agosto de 2023                  | 12 x 0                                     | 13 de setembro de 2023                | 39 x 2                                |
| Embaixador do Brasil na República Dominicana                                              | Carlos Luís Dantas Coutinho Perez         | 23 de agosto de 2023                  | 28 de setembro de 2023                | 28 de setembro de 2023                | 11 x 0                                     | 25 de outubro de 2023                 | 48 x 4                                |
| Embaixador do Brasil no Kuwait                                                            | Rodrigo d'Araujo Gabsch                   | 23 de agosto de 2023                  | 28 de setembro de 2023                | 28 de setembro de 2023                | 11 x 0                                     | 25 de outubro de 2023                 | 53 x 2                                |
| Embaixador do Brasil no Omã                                                               | Alfredo Cesar Martinho Leoni              | 13 de junho de 2023                   | 12 de dezembro de 2023                | 12 de dezembro de 2023                | 18 x 0                                     | 12 de dezembro de 2023                | 41 x 6                                |
| Embaixadora do Brasil em Trinidad e Tobago                                                | Maria Elisa Teófilo de Luna               | 25 de outubro de 2023                 | 12 de dezembro de 2023                | 12 de dezembro de 2023                | 18 x 0                                     | 12 de dezembro de 2023                | 49 x 2                                |
| Embaixadora do Brasil na Guiana                                                           | Maria Cristina de Castro Martins          | 25 de outubro de 2023                 | 12 de dezembro de 2023                | 12 de dezembro de 2023                | 18 x 0                                     | 12 de dezembro de 2023                | 49 x 1                                |
| Embaixadora do Brasil na Venezuela                                                        | Glivânia Maria de Oliveira                | 23 de novembro de 2023                | 12 de dezembro de 2023                | 12 de dezembro de 2023                | 17 x 1                                     | 12 de dezembro de 2023                | 41 x 2                                |
| Embaixadora do Brasil em Gana, Serra Leoa e Libéria                                       | Mariana Gonçalves Madeira                 | 28 de novembro de 2023                | 25 de abril de 2024                   | 25 de abril de 2024                   | 13 x 0                                     | 19 de junho de 204                    | 40 x 0                                |
| Embaixador do Brasil na Nigéria                                                           | Carlos José Areias Moreno Garcete         | 5 de dezembro de 2023                 | 25 de abril de 2024                   | 25 de abril de 2024                   | 13 x 0                                     | 19 de junho de 204                    | 45 x 1                                |
| Embaixador do Brasil na Dinamarca e Lituânia                                              | Leonardo Luis Gorgulho Nogueira Fernandes | 6 de fevereiro de 2024                | 25 de abril de 2024                   | 25 de abril de 2024                   | 13 x 0                                     | 19 de junho de 204                    | 41 x 0                                |
| Embaixador do Brasil no Cazaquistão, Quirguiz e Turcomenistão                             | Marcel Fortuna Biato                      | 3 de maio de 2024                     | 6 de junho de 2024                    | 6 de junho de 2024                    | 10 x 0                                     | 10 de julho de 2024                   | 47 x 1                                |
| Embaixador do Brasil na Irlanda                                                           | Flávio Helmold Macieira                   | 4 de maio de 2024                     | 6 de junho de 2024                    | 6 de junho de 2024                    | 11 x 0                                     | 10 de julho de 2024                   | 47 x 1                                |
| Embaixador no Brasil na Noruega e Islândia                                                | Rodrigo de Azeredo Santos                 | 28 de maio de 2024                    | 6 de junho de 2024                    | 6 de junho de 2024                    | 10 x 0                                     | 10 de julho de 2024                   | 48 x 1                                |
| Embaixador do Brasil no México                                                            | Nedilson Ricardo Jorge                    | 24 de junho de 2024                   | 10 de julho de 2024                   | 10 de julho de 2024                   | 14 x 0                                     | 10 de julho de 2024                   | 41 x 1                                |
| Embaixador do Brasil em Santa Lúcia e Dominica                                            | Colbert Junior                            | 24 de junho de 2024                   | 10 de julho de 2024                   | 10 de julho de 2024                   | 16 x 0                                     | 10 de julho de 2024                   | 41 x 1                                |
| Embaixador do Brasil em Cabo Verde                                                        | Alexandre Scultori                        | 24 de junho de 2024                   | 10 de julho de 2024                   | 10 de julho de 2024                   | 18 x 0                                     | 10 de julho de 2024                   | 41 x 2                                |
| Embaixadora do Brasil na Angola                                                           | Eugênia Barthelmess                       | 24 de junho de 2024                   | 10 de julho de 2024                   | 10 de julho de 2024                   | 18 x 0                                     | 10 de julho de 2024                   | 42 x 1                                |
| Embaixadora do Brasil na Estônia                                                          | Rosimar Suzano                            | 24 de junho de 2024                   | 10 de julho de 2024                   | 10 de julho de 2024                   | 16 x 0                                     | 10 de julho de 2024                   | 42 x 1                                |
| Embaixador do Brasil na Singapura                                                         | Luciano Mazza de Andrade                  | 24 de junho de 2024                   | 10 de julho de 2024                   | 10 de julho de 2024                   | 18 x 0                                     | 10 de julho de 2024                   | 44 x 2                                |
| Embaixador do Brasil na Ucrânia e Moldova                                                 | Rafael de Mello Vidal                     | 3 de julho de 2024                    | 10 de julho de 2024                   | 10 de julho de 2024                   | 16 x 0                                     | 10 de julho de 2024                   | 42 x 2                                |
| Embaixadora do Brasil em São Vicente e Granadinas                                         | Ana Lélia Beltrame                        | 3 de julho de 2024                    | 14 de agosto de 2024                  | 14 de agosto de 2024                  | 14 x 0                                     | 14 de agosto de 2024                  | 43 x 0                                |
| Embaixador do Brasil no Equador                                                           | Flávio Damico                             | 3 de julho de 2024                    | 14 de agosto de 2024                  | 14 de agosto de 2024                  | 13 x 1                                     | 14 de agosto de 2024                  | 47 x 1                                |
| Embaixador do Brasil na Argélia                                                           | Marcos Pinta Gama                         | 3 de julho de 2024                    | 14 de agosto de 2024                  | 14 de agosto de 2024                  | 14 x 0                                     | 14 de agosto de 2024                  | 49 x 0                                |
| Embaixadora do Brasil na Turquia                                                          | Gilda Motta Santos Neves                  | 13 de agosto de 2024                  | 13 de novembro de 2024                | 13 de novembro de 2024                | 12 x 0                                     | 10 de dezembro de 2024                | 39 x 1                                |
| Embaixadora do Brasil no Senegal e Gâmbia                                                 | Daniella Cesar                            | 13 de agosto de 2024                  | 13 de novembro de 2024                | 13 de novembro de 2024                | 12 x 0                                     | 10 de dezembro de 2024                | 45 x 1                                |
| Embaixador do Brasil no Suriname                                                          | Felipe Costi Santarosa                    | 8 de outubro de 2024                  | 13 de novembro de 2024                | 13 de novembro de 2024                | 11 x 1                                     | 10 de dezembro de 2024                | 40 x 1                                |
| Embaixador do Brasil na Geórgia                                                           | Carlos Ceglia                             | 8 de outubro de 2024                  | 13 de novembro de 2024                | 13 de novembro de 2024                | 12 x 0                                     | 10 de dezembro de 2024                | 41 x 1                                |
| Embaixador do Brasil no Gabão                                                             | Miguel Griesbach Franco                   | 5 de novembro de 2024                 | 13 de novembro de 2024                | 13 de novembro de 2024                | 12 x 0                                     | 10 de dezembro de 2024                | 44 x 0                                |
| Embaixadora do Brasil na Eslovênia                                                        | Maria Izabel Vieira                       | 6 de novembro de 2024                 | 13 de novembro de 2024                | 13 de novembro de 2024                | 12 x 0                                     | 10 de dezembro de 2024                | 43 x 0                                |
| Embaixadora do Brasil no Chipre                                                           | Ana Maria Bierrenbach                     | 27 de novembro de 2024                | 4 de dezembro de 2024                 | 4 de dezembro de 2024                 | 11 x 0                                     | 10 de dezembro de 2024                | 40 x 0                                |